# IDOLiSH7
《偶像星願》是萬代南夢宮製作的女性向音樂類手機遊戲，角色原案由種村有菜擔任，歌曲製作由Lantis擔任。
IDOLiSH7是一個集小說、漫畫、遊戲、音樂、動畫為一體的多平台大型企劃。2021年7月4日起，第3期Third BEAT! 第一季度開播，日本由TOKYO MX、SUN電視台、KBS京都、愛知電視台、北海道電視台、TVQ九州放送、BS11播出，台灣由巴哈姆特動畫瘋、KKTV、bilibili、friDay影音、MyVideo、HamiVideo、中華電信MOD、曼迪日本台同步上架。

## 故事
IDOLiSH7是由七位背景各不相同的少年組成的團體，主要角色為主唱七瀨陸。七瀨陸為了找尋哥哥的真相而成為偶像，其餘六位成員也各有著想成為偶像的原因與苦衷。隨著IDOLiSH7的成長，七位少年共同經歷了各種阻礙，而產生了堅強的羈絆。

## 登場人物
在初期登場的三個組合「IDOLiSH7」、「TRIGGER」、「Re:vale」中，所有成員的名字內都含有一個數字，多數成員生日月份也與其相同（除百、千、萬理以外）。
在後期登場的組合「ŹOOĻ」中，成員的姓名中則含有生肖與地支，生日月份也與其所對應的順序一致。
另外，所有主要角色皆有相應代表的樂理符號。

### 主要人物

#### IDOLISH7
遊戲第一部的出場人物，所屬於小鳥遊事務所。
和泉一織（Izumi Iori，配音：增田俊樹（日本）／陳灝瑋（香港）／歐祖豪（台灣））
身高：174cm
生日：1月25日
年齡：17歲
記號：重降號（Double Flats）
代表顏色：藏青色
喜歡的東西：帥氣、簡單的東西（外在表現）
討厭的東西：小巧、可愛的東西（實際上很喜歡卻不願意承認）
喜歡甜食，不喜歡的食物是玉米。怕癢，也怕早晨。
三月的弟弟。性格冷靜，處理事情的能力和同年齡的人相比相當突出，並有著成年人的氛圍，自己和周遭的人都稱他為「完美高中生」。不過也因為什麼都很順利，一旦遇到逆境反而會變得軟弱。
因爲其優秀的能力，在私底下和紡作為IDOLiSH7經紀人努力著，有段時間只有知道這件事紡和大和而已。
因為在幕後擔任經紀人一職，所以常常離席和紡討論公事，也因此常被大和、陸、樂懷疑兩人是否在交往。現已和其他成員坦白，被說是無用的製作人。
實際上從來沒有交過女朋友，對於這件事，紡則以「我也和你一樣，請不要放在心上」回應。
雙親經營著一家叫做『fonte chocolat』的蛋糕店，因為店內裝修非常可愛，受此影響，也變得喜愛可愛的人事物。
非常喜歡哥哥，當初成為偶像的契機也是因為「哥哥的夢想」。當看到三月跟凪相處得很融洽時，會認為他想要的應該是這種弟弟。
4歲的時候曾冒著雨到外頭撿流浪貓，但因家裡經營飲食方面的店面而被雙親訓斥，之後為了尋找其他飼主而離家出走，這件事也讓三月相當生氣。
跟其他角色相比，他和三月的家庭成長環境是所有人當中最普通的，遇上的問題也較少。
和環為同一間高中的同班同學，扮演著單方面聽他說話的一方。
被環認為很好打發，曾幫他收集了礦泉水付的贈品「兔耳好朋友」的磁鐵。

二階堂大和（Nikaido Yamato，配音：白井悠介（日本）／關令翹（香港）／陳彥鈞（台灣））
身高：177cm
生日：2月14日
年齡：22歲
記號：升號（Sharp，♯）
代表顏色：綠色
喜歡的東西：不麻煩的東西
討厭的東西：麻煩的東西
IDOLiSH7的隊長，也是所有成員當中最年長的。與Re:vale的千為舊識。
表面裝作性格灑脫的樣子，內心其實一腔熱情，比任何人都要為其他成員著想。
以「復仇」為由而成為偶像，進入事務所前，對演藝圈近乎厭惡，一直對此抱有冷漠的認知。
有著高超的演技，在演藝界也有許多人脈。
從來不透露自己的事，抱持著不想讓任何人碰觸，也不想讓任何人知道的態度。
事實上是知名男演員千葉志津雄的兒子，但並非正妻所生，而是情婦的兒子。
過去住在有如古代沙龍的房子裡，那裡時常聚集許多業界內人士，而被稱為「千葉沙龍」，並設有接待的場所。
對於當初得知自己為情婦的兒子，但父親卻不和其坦白而感到不滿，之後便認為他周遭的所有人（包括演藝界）都在說謊，並開始抱持著厭惡感。
成為偶像時，知道遲早總有一天自己的身世會暴漏，但受不了其他成員都是以一顆真誠的心想成為偶像，而無法原諒自己。
現在已和所有成員坦白，而大家也沒有因此鄙視他，反而讓他們之間的關係更融洽。
基本上第一人稱是「我（俺）」，但因為是成員中最年長的，所以經常會自稱「哥哥（お兄さん）」。

和泉三月（Izumi Mitsuki，配音：代永翼（日本）／鄧港文（第一至二季）→胡家豪（第三季）（香港）／江志倫（台灣））
身高：165cm
生日：3月3日
年齡：21歲
記號：降號（Flat，♭）
代表顏色：橘色
喜歡的東西：傳奇偶像『ZERO』
討厭的東西：巨大的東西
一織的哥哥，也是團體中帶動氣氛的人。與活潑開朗的可愛外表相反，其實很有男子氣概，很會照顧人，擅長做料理。
從小就夢想成為偶像，為此努力練習也積極參加徵選，不過因為唱歌和跳舞都並沒有特別突出，總是以落選收場。
很在意自己矮小的身型。曾自嘲說和其他成員牽手舉起並謝幕時，很像被帶走的外星人。(因為會被吊起來。)
因為其善於言談，也很擅長觀察周遭的氣氛，所以常常在MC方面發揮他的才能。
有時候會對樣樣全能的弟弟抱有複雜的心情，再加上自己平庸的歌舞實力以及高度的自尊與專業意識，常常會給自己低下的評價。
跟其他角色相比，他和一織的家庭成長環境是所有人當中最普通的，遇上的問題也較少。
持有廚師執照，時常負責團員們的伙食，在放假的日子裡，也會回到老家幫忙。

四葉環（Yotsuba Tamaki，配音：KENN（日本）／曹啟謙（香港）／鈕凱暘（台灣））
身高：183cm
生日：4月1日
年齡：17歲
記號：中弱（Mezzo-piano，mp ）
代表顏色：淺藍色
喜歡的東西：國王布丁
討厭的東西：瑣碎的事
脫力系的天才角色，說話有個性。除了IDOLiSH7之外，還與壯五一起組成了「MEZZO"」。
在歌唱上有一定的實力，舞蹈方面更是組合內最優秀的。
在街上遇到粉絲也不會給予粉絲福利，總是不遵守約定和時間，是個我行我素的個人主義者。但如果報酬是國王布丁，就會認真去做。
自幼母親便因病過世，其父親在母親尚健在時，常常酗酒以致家中生活費困乏，之後便會開始對母親與自己施展暴力。與父親分開後，便與妹妹被設施照護著。
之後，其妹妹理因為收養她的人企業經營不善而無法與理取得聯絡，所以讓環決定成為偶像，懷著上電視就能找到妹妹的目的進入演藝界。
曾經獲選「最想被擁抱的男人No.5」。

逢坂壯五（Osaka Sogo，配音：阿部敦（日本）／鍾見麟（香港）／江志倫（台灣））
身高：175cm
生日：5月28日
年齡：20歲
記號：中強（Mezzo-forte， mf ）
代表顏色：紫色
喜歡的東西：整理收拾
討厭的東西：軟弱的自己
性格認真又溫柔的好青年。除了IDOLiSH7之外，還與環一起組成了「MEZZO"」。善於作曲，也曾為「MEZZO"」作過曲。
責任感強烈，頭腦聰明，任何事都能做得很出色，但是因為找不到自己的個性而十分苦惱，會一個人獨自承受所有事。
嗜辣，而且是很辣的那種，喜歡塔巴斯科辣椒醬。
其實是「Five Star Company」（FSC）的社長繼承人，起初則對團員們隱瞞這件事。現已坦白，現階段正努力說服父親。
受到打從心底熱愛音樂的音樂家叔叔影響，不顧家族的反對，決定成為偶像。
當初進到小鳥遊事務所的理由，也是希望自己能夠置身音樂的世界，並向其他否定叔叔生存方式的人證明，叔叔的人生是非常幸福的。
雖然平時個性溫厚，但如果生氣或喝醉就會失控。當環賴在房間裡不願應門時，就會拿電鑽嘗試破壞門把。
美術方面則不怎麼樣，常常創造出一些驚奇的物體。
喝醉時會轉換成「任性少爺模式」，第一人稱變為「小壯」，稱呼環為「小環」。

六彌凪（Rokuya Nagi，配音：江口拓也（日本）／李凱傑（香港）／賈文安（台灣））
身高：180cm
生日：6月20日
年齡：19歲
記號：還原號（Natural，♮）
代表顏色：黃色
喜歡的東西：女性、動畫角色「可可娜」
討厭的東西：妨礙深夜動畫播放的速報
母親為日本人，是虛構的北歐小國諾斯米亞的混血兒，也是諾斯米亞的第二王子。
擁有天生的美貌和超凡魅力，總是用甜言蜜語追求女性。
十分喜歡日本的動畫，特別是「魔法少女Magical★可可娜」。時常會強迫其他團員陪他一起觀賞動畫。
幼時因為外貌、身份和性格的原因而交不到春樹以外的朋友，所以現在很喜歡並珍惜其他團員。
當團員中發生嫌隙時，都是由凪第一個跳出仲裁的。
平時說着些帶外國口音的奇怪日語，懂八國語言，遊戲第三部中學會了沖繩方言，能自然流暢地跟龍之介談話。

七瀨陸（Nanase Riku，配音：小野賢章（日本）／黃積權（香港）／賈文安（台灣））
身高：173cm
生日：7月9日
年齡：18歲
記號：重升號（Double Sharps）
代表顏色：紅色
喜歡的東西：天哥、與英雄有關的東西、蛋包飯
討厭的東西：醫院的味道
IDOLiSH7的主唱，同時也是Trigger主唱九條天的異卵雙胞胎弟弟。
幼時身體虛弱，患有氣喘，所以長期在醫院裡生活，因此有著不諳世事的一面。無法像其他同齡人出門遊玩，因此唯一樂趣便是天為他演出的舞台。
雖有冒失的一面，但是個直率的努力家，但對於粉絲會去以歌聲訴求想要的結果，是個會為了自己的想法而去向他人訴求的人。
個人擁有十分強大的訴求力，因而被九條鷹匡稱作會啃噬人類心臟的「怪獸」。
非常憧憬天哥，卻也曾因此無法接受天哥離家成為偶像。
雖然和一織經常吵架，但因為一直以來都沒有吵架的對象，所以在爭吵中也感到些許快樂。
因為其率直的個性，時常可以看到他和團員嬉戲打鬧，很擅長與大和互動。
但也因為這樣的性格，在跟他個性相反的天哥看來，常常會不經意說出一些無情的話，儘管本人沒有任何惡意。

### TRIGGER
遊戲第一部登場的角色，在第三部中期前所屬於八乙女事務所。後期則脫離事務所，變為自由身。
八乙女樂（Yaotome Gaku，配音：羽多野涉（日本）／李鎮然（香港）／歐祖豪（台灣））
身高：183cm
生日：8月16日
年齡：22歲
記號：高音譜號（G-clefs）
代表顏色：灰色
喜歡的東西：蕎麥麵
討厭的東西：不重視家人的傢伙
TRIGGER的隊長，也是八乙女事務所的社長八乙女宗助的兒子。
在經營藝能事務所的父親旗下，自從出道以來，順利地積累了超高人氣。
因獲選「最想被他擁抱的男人NO.1」而時常接到MC和戲劇邀約。
表面上為冷酷的外表，且好強、說話刻薄，但是私底下卻很重情義。起初對這種塑造出來的形象有些反感。
儘管時常和抱持著「成為粉絲所期望的偶像」的天鬥嘴，但實際上非常尊敬自己的隊員們。
喜歡紡，曾假裝外送小哥問紡:「像妳這樣的女性一定能吸引八乙女樂吧」，被絕對不會跟偶像發展關係的理由打槍。又以外送小哥的身份約紡出去還是被拒絕。後跟紡告白，但為了保護雙方開始跟她保持距離。
九条天（Kujo Tenn，配音：齊藤壯馬（日本）／李致林（香港）／鈕凱暘、連思宇〈幼年〉（台灣））
身高：173cm
生日：7月9日
年齡：18歲
記號：中音譜號（C-clefs）
代表顏色：淡粉色
喜歡的東西：陸、完美的事物、甜甜圈
討厭的東西：半吊子的事物
TRIGGER的主唱。
表面上貫徹著自己的小惡魔角色設定，實際是完美主義、實力主義者。下定決心365天24小時都要在他人面前展現完美的表現。
非常重視粉絲，認為如果不能在演出中帶給觀眾每分每秒最高的價值便是失格。
是陸的異卵雙胞胎哥哥，但因雙親的俱樂部經營不善，在13歲的時候成為九条鷹匡的養子，並出國學習，3年後回日本發展。
因為有著很強的專業意識，所以常讓人看不出來只有18歲。
對九条鷹匡抱持著尊敬的態度，很容易被知道其原本性格的人誤解為表裡不一的冷漠的人。
十龍之介（Tsunashi Ryunosuke，配音：佐藤拓也（日本）／陳耀楠（香港）／賈文安（台灣））
身高：190cm
生日：10月12日
年齡：23歲
記號：低音譜號（F-clefs）
代表顏色：青色
喜歡的東西：沖繩料理、酒
討厭的東西：沒有特別討厭的
原本性格和善溫厚又容易害羞，但事務所卻將他塑造成危險性感的狂野角色（最近也獲選為「最想被他擁抱的男人No.2」），並以此為賣點，本人對此感到為難。
因為母親再婚而讓自己成為沖繩飯店王的兒子，但生父實際上是一名漁夫。
喜歡喝酒，喝醉後會很麻煩，不斷爆出沖繩方言。

### Re:vale
遊戲第2部登場角色，所屬於岡崎事務所。
百（Momo/Sunohara Momose，配音：保志總一朗（日本）／張方正（香港））
身高：173cm
生日：11月11日
年齡：25歲
記號：反覆記號（Left Repeat Sign，||:）
代表顏色：桃紅色
喜歡的東西：桃子、蘋果味的氣泡飲品、千
討厭的東西：不開心的事
本名春原百瀨。
詼諧幽默，情緒高昂，是個會觀察周圍情況再行動的人。
每當現場氣氛變得緊張時，他都會用他天性的明朗和溫柔讓氣氛緩和。
但是對自己的事情卻很笨拙，也會一個人煩惱（尤其跟千有關的事）。
在藝能界的交友廣闊，時常可以認識到很多人。
高中時期是足球隊的主將，現在也非常喜愛運動，並與三月和龍之介建立一個運動社團，此一運動社團曾被月雲了誤以為是現代的千葉沙龍，而有許多麻煩。
檯面上和私底下都與千的關係很好，經常會有百裝傻，千來吐槽這樣的展開。
從以前到現在都是萬理的大粉絲。
學生時期因為不能踢足球而消沉，但從被姐姐琉璃帶去看Re:vale的表演之後便成為一個大粉絲。最喜歡未完成的我們，曾因為這首曲子寫了一封粉絲信給Re:vale，那封粉絲信現還在千的家中。
千（Yuki/Orikasa Yukito，配音：立花慎之介（日本）／梁偉德（香港））
身高：178cm
生日：12月24日
年齡：26歲
記號：反覆記號（Right Repeat Sign，:||）
代表顏色：草綠色
喜歡的東西：百的裝傻發言
討厭的東西：態度驕傲的人、尖銳的物品、蟬
本名折笠千斗。
對事物毫不動搖，散發著冷酷的氣質，但意外笑點很低，還經常被百的搞笑言行惹得忍不住笑出來。
雖然現在是閃耀的頂級偶像，但很照顧後輩，也是個關心他人的內心溫柔之人。
由於本身的性格和長相（太好看而搶走他人女友之類的），在學生時期經常被人討厭。
負責Re:vale的作曲，也時常擔任吐槽百的角色。
在演技上有一定的實力，所以時常出演戲劇或電影。
從以前便認識大和，在他出演戲劇時，也對其相當掛心。
曾被九條鷹匡找上，但拒絕了。而後便在舞台上差點被燈砸到，但被萬理救下，親眼目睹萬理的臉被燈割傷，而患有尖端恐懼症，在萬理失蹤後，原本打算解散，而後因為百的請求而和百一起繼續進行活動。

### ŹOOĻ
遊戲第3部故事中結成的偶像團體，所屬於月雲Production。
亥清 悠（Isumi Haruka，配音：廣瀨裕也（日本）／李安邦（香港））
身高：170cm
生日：12月6日
年齢：17歳
記號：延音（Fermata）
代表顏色：青瓷綠
喜歡的東西：甜點
討厭的東西：努力
ŹOOĻ中年紀最小的成員，與透真擔任雙主唱。與一織和環是同班同學。
喜歡甜食。就算覺得女性朋友做的甜甜圈難吃，也會保持優雅地吃相。
原本是個為了目標努力不懈、性格直率的孩子，卻因為一件事情導致個性開始扭曲。
狗丸 透真（Inumaru Toma，配音：木村昴（日本）／麥皓豐（香港））
身高：176cm
生日：11月29日
年齢：20歳
記號：連續記號（Segno）
代表顏色：酒紅色
喜歡的東西：狗
討厭的東西：耀眼的東西
過去曾以NO_MAD的名義參與「BLACK OR WHITE 魔幻音樂季」，現在則為ŹOOĻ的隊長，與悠擔任雙主唱。
重視夥伴，想和團員們打成一片，卻總是一個人白忙。
儘管本人打算要使壞，但言行舉止卻都透露出個性善良的一面。
棗 巳波（Natsume Minami，配音：西山宏太朗（日本）／陳灝瑋（香港））
身高：174cm
生日：6月8日
年齢：19歳
記號：釋放踏板（Release pedal）
代表顏色：米黃色
喜歡的東西：占卜
討厭的東西：聽不懂諷刺話的人
在幼年就以童星的身份進入演藝界，現在則在ŹOOĻ中擔任表演者。
以演員身份活動時所屬於星影藝能事務所，以ŹOOĻ身份活動時則所屬於月雲Production。
待人溫和、說話有禮，卻時常話中帶刺。
擅長占卜也有留學經驗，是個聰明的人。
御堂 虎於（Mido Torao，配音：近藤隆（日本）／劉奕希（香港））
身高：185cm
生日：3月15日
年齢：21歳
記號：相同號（Simile marks）·//·
代表顏色：淺棕色
喜歡的東西：英雄
討厭的東西：反派
家裡經營高級連鎖飯店的貴公子，現在在ŹOOĻ中擔任表演者。
「來者不拒，逝者不追」的態度讓世上的女性都為他著迷。
是個喜歡英雄動作片的普通青年，但是卻因為自己與外界期望之間的落差而苦惱，使他的生活態度變得放浪不羈。

### 各大事務所

#### 小鳥遊事務所
小鳥遊紡（Takanashi Tsumugi，動畫版配音：佐藤聰美（日本）／成瑤孆（香港）／連思宇（台灣））
年齡：18歲
本作品的主角，遊戲中可變更名字。
是社長小鳥遊音晴的獨生女。
是個積極又堅強的人。
幼年時母親去世，很尊敬一個人養大她的父親。
想要早點獨當一面幫助父親，便成為了IDOLiSH7的經紀人。
在原作設定中，萬理是紡的初戀，並在國中時贈與萬理情人節巧克力，卻被誤會是人情巧克力。
小鳥遊音晴（Takanashi Otoharu，配音：千葉進步（日本）／雷霆（香港）／江志倫（台灣））
身高：177cm
年齡：48歲
性格溫和，總是笑容滿面。對芥末有些苦手。
是IDOLiSH7所屬小鳥遊事務所的社長，同時也是紡的父親。
儘管他看起來好像不太可靠，但處理起工作相關的事他有著認真誠懇的一面。
似乎和TRIGGER所屬事務所的社長八乙女宗助有過節。
大神萬理（Ogami Banri，配音：興津和幸（日本）／黃啟昌（香港）／鈕凱暘（台灣））
身高：180cm
生日：9月8日
年齡：27歲
喜歡的東西：和食料理
討厭的東西：蟲
支撐著小鳥遊事務所的有能力的事務員。
性格沉穩，是大家的哥哥一樣的存在。
從雜務到紡的經紀工作支援都有涉及，工作範圍很廣。
對於讓自己入社的社長抱有感恩之情。
在故事後期從事務員轉為MEZZO"的專屬經紀人。
學生時期曾待過樂團，在朋友的介紹下認識了千，並與他一起成立了Re:vale。之後在某次的演唱會中，被落下的照明設備擊中而負傷且失蹤，後被小鳥遊音晴收留。
奇娜子（Kinako，配音：佐藤聰美（日本）／陳皓宜（香港）／連思宇（台灣））
事務所飼養的『兔子』。
會發出miu～的聲音神秘地出現。被事務所的大家寵愛著。

#### 八乙女事務所
八乙女宗助（Yaotome Sosuke，配音：小西克幸（日本）／潘文柏（香港）／陳彥鈞（台灣））
身高：185cm
年齡：48歲
TRIGGER所屬八乙女事務所的社長，被說是反抗他就會從娛樂圈消失的存在，同時也是TRIGGER成員八乙女樂的父親。
認為金錢和權力就是一切，事務所所屬的所有藝人不過是棋子，樂並不認同這樣的想法，因此和他關係不太好。
姉鷺香（Anesagi Kaoru，配音：川原慶久（日本）／鄧志堅→陳卓智（第3季第13集起）（香港）／鈕凱暘（台灣））
身高：178cm
TRIGGER的經紀人，說話帶有女性口吻。雖然工作能力一流，但性格卻非常要強。
生氣的時候可以用手折斷原子筆。真實年齡只有八乙女宗助知道。
儘管表面上不會顯露出來，但私底下其實是六彌凪的大粉絲。知曉這件事的百則會利用這點達成自己的目的。
日向秋人（Hyuga Akihito，配音：柳田淳一（日本）／李安邦（香港）／江志倫（台灣））
被八乙女社長僱用來為TRIGGER作曲。
因陷入瓶頸期而設法竊取IDOLISH7的歌曲，事跡暴露後則被八乙女宗助解僱。

#### 岡崎事務所
岡崎凜人（Okazaki Rinto，配音：古川慎（日本）／胡家豪（香港））
身高：173cm
年齡：27歲
在哥哥經營的事務所擔任Re:vale的經紀人。
雖然作為經紀人已經有5年，但即使兩人成長為頂級偶像也不改謙遜，依然禮貌地待人接物。
岡崎凜太郎（Okazaki Rintarou，配音：中村悠一）
年齡：30歲
比岡崎凜人年長三歲的哥哥。是Re:vale所屬的岡崎事務所的社長。
在官方小說「Re:member」亦有登場。

#### 月雲Production
月雲了（Tsukumo Ryo，配音：高橋廣樹（日本）／蘇強文（香港））
身高：178cm
年齡：30歲
月雲Production的新社長，同時也負責ŹOOĻ的偶像活動。
原本應該為其哥哥接任社長一職，但因為經營不善而改由了繼任。
對偶像界有著扭曲般執念，試圖讓偶像界毀滅。
宇都木士郎（Utsugi Shirou，配音：櫻井孝宏）
身高：178cm
年齡：35歲
ŹOOĻ的新經紀人。
初登場於2021年1月1日公開的新年特別篇故事「慶賀曲藝會 日日是好日」。

### 其他人物
ZERO
15年前失蹤的傳奇偶像，其失蹤的理由與目前動向依然不明。
九條理（配音：日高里菜（日本）／何寶珊→凌晞（第2季）（香港）／連思宇（台灣））
環的妹妹。視九条鷹匡為自己的恩人，並不容許自己做出任何背叛他的行為。
因為九条鷹匡幫助其養父還債，而接受他的收養。
千葉志津雄（配音：立木文彥（日本）／朱子聰（香港））
大和的父親。隸屬星影藝能事務所的知名演員，在國外也很有人氣。
Mr.下岡（配音：高木涉（日本）／招世亮（香港）／陳彥鈞（台灣））
著名MC。對IDOLiSH7頗有關注，常常邀請他們到自己的節目上。
櫻春樹（配音：關智一（日本）／雷霆（香港））
是IDOLiSH7歌曲的作曲家，也是凪的好友。
曾為傳奇偶像ZERO的作曲家。
失蹤後的櫻春樹將自己的樂曲轉讓給小鳥遊事務所的凪。
於遊戲第四部中因病辭世。
九条鷹匡（配音：津田健次郎（日本）／陳欣（香港））
被稱作「Haw9」。以前曾是ZERO的經紀人，在ZERO失蹤後以培育出能超越ZERO的偶像為目標。
將天和理當作培養對象，並從他們原本的父母／養父母身邊接走，現在共同生活在一起，成為兩人的養父。
可可娜（配音：日高里菜（日本）／何璐怡（香港）／連思宇（台灣））
是凪最喜歡的動畫『魔法少女Magical★可可娜』的女主角。
道格拉斯・路特凡（配音：竹內良太（日本）／蕭徽勇（香港）／陳彥鈞（台灣））
著名的外國歌手。三月、壯五、陸及小鳥遊社長似乎都是他的粉絲。
出場較少，但可以在遊戲的登入語音聽見他的聲音。
愛的母親（配音：今泉葉子（日本）／謝潔貞（第1季）→黃鳳英（第3季））
四葉環的父親（配音：上別府仁資（日本）／葉振聲（香港））
春原琉璃（配音：齋藤千和（日本）／魏惠娥（香港））
百瀨的姊姊。
逢坂壯志（配音：小山力也（日本）／招世亮（香港））
壯五的父親，與其關係疏離。
愛（配音：影山燈（日本）／凌晞（香港）／連思宇（台灣））
悠香（配音：木村珠莉（日本）／廖杏茵（第1季）→廖欣怡（第3季）（香港）／連思宇（台灣））
好美（配音：高橋美佳子（日本）／劉惠雲（香港）／連思宇（台灣））
好美的朋友（配音：島田愛野（日本）／魏惠娥（香港）／連思宇（台灣））
望（配音：岩橋由佳（日本）／羅孔柔（第2季）→凌晞（第3季）（香港））
明日香（配音：森千早都（日本）／曾秀清（香港））
結芽（配音：篠宮あすか（日本）／葉曉欣（香港））
花卷堇（配音：渕上舞（日本）／葉曉欣（香港））
索巴爾特（配音：野島裕史（日本）／李致林（香港））
成海（配音：伊藤彩沙（日本）／廖欣怡（香港））
達稀（配音：村上喜紀（日本）／曹啟謙（香港））
登起子（配音：菊地紗矢香（日本）／詹健兒（香港））

## 電視動畫／劇場版動畫
2016年8月19日於遊戲一週年直播節目中公佈動畫化計劃。2018年1月在TOKYO MX播出，第一、二話為一小時特番，第三話開始正常播放。台灣由巴哈姆特動畫瘋網路播放，香港為無綫電視播出。
2018年3月23日公佈第15話播出後會播放特別節目，標題為「アイドリッシュセブン特別番組 キミと振り返らないと！」，而第16至17集為一小時特番, 於2018年5月19日播出。
2019年7月6日於演唱會公布動畫第二期的消息。同年12月14日於粉絲感謝祭公布動畫第二期將於2020年4月播出。
2020年4月13日，因受「2019冠状病毒病疫情」的影响，官方宣佈在第四話播映後，動畫的其餘集數將延期播映。
2020年8月21日，於遊戲五週年隔日宣布第二期動畫將在10月4日從第三話起重新播映。
2020年12月27日，於動畫第二期播放完畢後宣佈動畫第三期製作決定的消息。2021年1月24日宣佈第三期分上下兩季度播出，其中第一季度將於2021年內播出。
2022年8月20日，宣佈動畫第三期的第二部分將於2022年10月2日開始放送。
2022年12月17日，宣佈動畫第三期動畫放映共30話，其中第27～30話將會於2023年2月5日開始每週依次放送。
2023年1月7日，公開劇場版動畫《劇場版 IDOLiSH7 LIVE 4bit BEYOND THE PERiOD》的相關資訊。此次劇場動畫由Orange擔任動畫製作，預定於同年5月20日在日本上映。

### 製作人員
- 原作：Bandai Namco Online、都志見文太[12]
- 角色原案：種村有菜
- 監督：別所誠人
- 監修：青木英
- 系列構成：關根步美
- 動畫角色設計：深川可純
- 動畫制作：TROYCA

### 主題曲
片頭曲
第1期
「WiSH VOYAGE」（第1話、第4～15話）（第3、17話作為片尾曲使用）
詞：真崎繪里香，作詞、作曲：kz，主唱：IDOLiSH7
第2期
「DiSCOVER THE FUTURE」（第2～10話、第12～13話）（第15話作為片尾曲使用）
詞：結城愛良，作曲、編曲：kz，弦編曲：真部裕，主唱：IDOLiSH7
第3期
「THE POLiCY」（第4～13話）
詞：真崎繪里香，作曲、編曲：伊藤賢，主唱：IDOLiSH7
「WONDER LiGHT」（第14～18話、第20～23話、第25話、第27～30話）
詞：真崎繪里香，作曲、編曲：Ayase，主唱：IDOLiSH7
片尾曲
第1期
「Heavenly Visitor」（第4～7話、第9～11話、第13～15話）
詞：結城愛良，作曲：原田篤，編曲：山本恭平，主唱：TRIGGER
「TODAY IS」（第8話）
詞：真崎繪里香，作曲、編曲：岡本健介，主唱：IDOLiSH7
「雨」（第12話）
詞：Shogo，作曲: Shogo、早川博隆，編曲:早川博隆，主唱：MEZZO"
第2期
「ミライノーツを奏でて」（第2～4話、第6～9話、第11話、第13～14話）
詞：真崎繪里香，作曲：山本玲史，編曲：川崎智哉，主唱：Re:vale
「It's ALL-for you-」（第10話）
詞：真崎繪里香，作曲：山本玲史，編曲：陶山隼，主唱：千（CV：立花慎之介）
第3期
「PLACES」（第1～2話、第4～7話、第9話、第11～13話）
詞：結城愛良，作曲、編曲：陶山隼，主唱：TRIGGER
「IMPERIAL CHAIN」（第14話、第16話、第19～22話、第24話、第26話、第28～29話）
詞：結城愛良，作曲、編曲：本田光史郎，主唱：ŹOOĻ
「カラフル」(色彩繽紛)（第23話）
詞：真崎繪里香，作曲：藤井健太郎(HANO)，編曲：奈須野新平、タツキサラダ(7M)，主唱：MEZZO"
插入曲
第1期
「MONSTER GENERATION」（第2～3話、第6話、第10話、第12話、第16話）
詞：真崎繪里香，作曲：kz，主唱：IDOLiSH7
「Magical Power」（第3話）
詞：知念結，作曲、編曲：佐佐木裕，主唱：可可娜（CV：日高里菜）
劇中動畫『魔法少女Magical★可可娜』片頭曲。
「えがおのつづき」（第3話）
詞：真崎繪里香，作曲、編曲：佐佐倉有吾，主唱：可可娜（CV：日高里菜）
劇中動畫『魔法少女Magical★可可娜』片尾曲。
「SECRET NIGHT」（第4話、第7～8話）
詞：結城愛良，作曲、編曲：木下智哉，主唱：TRIGGER
「Joker Flag」（第5～6話）
詞：真崎繪里香，作曲、編曲：AstroNoteS，主唱：IDOLiSH7
「Dancing∞BEAT!!」（第6～7話、第12話）
詞：結城愛良，作曲、編曲：渡邊和紀，主唱：IDOLiSH7
「TODAY IS」（第8話）
詞：真崎繪里香，作曲、編曲：岡本健介，主唱：IDOLiSH7
「miss you…」（第10話、第12話）
詞：yozuca*，作曲、編曲：岡本健介，主唱：MEZZO"
「NATSU☆しようぜ!」（第11話、第13～14話）
詞：結城愛良，作曲、編曲：河田貴央，主唱：（第11話）IDOLiSH7、TRIGGER，（第13話）TRIGGER，（第14話）IDOLiSH7
「Fly away!」（第12話）
詞：yozuca*，作曲、編曲：Shinnosuke，主唱：七瀬陸（CV：小野賢章）、和泉一織（CV：增田俊樹）
「ピタゴラス☆ファイター」（第12話）
詞：真崎繪里香，作曲、編曲：野井洋兒，主唱：二階堂大和（CV:白井悠介）、和泉三月（CV：代永翼）、六彌凪（CV：江口拓也）
「GOOD NIGHT AWESOME」（第14話）
詞：結城愛良，作曲、編曲：渡邊未来，主唱：IDOLiSH7
「DIAMOND FUSION」（第16話）
詞：結城愛良，作曲、編曲：Remark Spirits，主唱：TRIGGER
「MEMORIES MELODIES」（第17話）
詞：真崎繪里香，作曲、編曲：渡邊未来，主唱：IDOLiSH7
「Leopard Eyes」（第17話）
詞：結城愛良，作曲、編曲：Shinnosuke，主唱：TRIGGER
第2期
「SLIVER SKY」（第1、10話）
詞：結城愛良，作曲、編曲：網本ナオノブ，主唱：（第1話）Re:vale，（第10話）千（CV：立花慎之介）
「MEMORIES MELODIES」（第2話）
詞：真崎繪里香，作曲・編曲：渡邊未来，主唱：IDOLiSH7
「Joker Flag」（第2話）
詞：真崎繪里香，作曲、編曲：AstroNoteS，主唱：IDOLiSH7
「Dancing∞BEAT!!」（第2～3話）
詞：結城愛良，作曲、編曲：渡邊和紀，主唱：（第2話）IDOLiSH7，（第3話）九条天（CV：齊藤壯馬）、和泉一織（CV：增田俊樹）、二階堂大和（CV:白井悠介）、和泉三月（CV：代永翼）、四葉環（CV:KENN）、逢坂壯五（CV：阿部敦）、六彌凪（CV：江口拓也）
「Perfection Gimmick」（第4、7話）
詞：真崎繪里香，作曲、編曲：伊藤賢，主唱：IDOLiSH7
「DESTINY」（第5話）
詞：結城愛良，作詞、作曲：草野將史，主唱：TRIGGER
「MONSTER GENERATION」（第5話）
詞：真崎繪里香，作曲：kz，主唱：十龍之介（CV：佐藤拓也）
「SECRET NIGHT」（第5話）
詞：結城愛良，作曲、編曲：木下智哉，主唱：十龍之介（CV：佐藤拓也）
「Dis one.」（第8、15話）
詞：真崎繪里香，作曲、編曲：田中俊亮，主唱：（第8話）千（CV：立花慎之介），（第15話）Re:vale
「Magical Power」（第9話）
詞：知念結，作曲、編曲：佐佐木裕，主唱：可可娜（CV：日高里菜）
劇中動畫『魔法少女Magical★可可娜』片頭曲。
「RESTART POiNTER」（第11話）
詞：真崎繪里香，作曲・編曲：kz，主唱：IDOLiSH7
「Last Dimension」（第12話）
詞：結城愛良，作曲：Shinnosuke，編曲：加藤達也，主唱：TRIGGER
「フレフレ！青春賛歌」（第15話）
詞：結城愛良，作曲・編曲：山田竜平，主唱：和泉一織（CV：增田俊樹）、七瀬陸（CV：小野賢章）、九条天（CV：齊藤壯馬）
「LOVE&GAME」（第15話）
詞：結城愛良，作曲：木下智哉，編曲：陶山隼，主唱：四葉環（CV:KENN）、逢坂壯五（CV：阿部敦）、十龍之介（CV：佐藤拓也）
「男子タルモノ!～MATSURI～」（第15話）
詞：結城愛良，作曲・編曲：木下智哉，主唱：二階堂大和（CV:白井悠介）、和泉三月（CV：代永翼）、六彌凪（CV：江口拓也）、八乙女樂（CV:羽多野涉）
「激情」（第15話）
詞・作曲：水野良樹・編曲：鈴木Daichi秀行，主唱：TRIGGER、IDOLiSH7
第3期
「RESTART POiNTER」（第1話）
詞：真崎繪里香，作曲・編曲：kz，主唱：IDOLiSH7
「Dis one.」（第1、10～11話）
詞：真崎繪里香，作曲、編曲：田中俊亮，主唱：（第1話）Re:vale，（第10～11話）九条天（CV：齊藤壯馬）
「Sakura Message」（第3、7、13話）
詞：真崎繪里香，作曲、編曲：渡邊俊彥，主唱：IDOLiSH7
「恋のかけら」（第4話）
詞：真崎繪里香，作曲、編曲：山田竜平，主唱：逢坂壯五（CV：阿部敦）
「未完成な僕ら」(未完成的我們)（第8～9話）
詞：結城愛良，作曲、編曲：木之下慶行，主唱：Re:vale
「Poisonous Gangster」（第13、18～19話）
詞：結城愛良，作曲、編曲：MEG.ME，主唱：ŹOOĻ
「願いはShine On The Sea」（第15、17話）
詞：結城愛良，作曲、編曲：藤井亮太，主唱：（第15話）十龍之介（CV：佐藤拓也），（第17話）TRIGGER
「Dear Butterfly」（第18話）
詞：真崎繪里香，作曲、編曲：渡邊俊彥，主唱：MEZZO"
「MONSTER GENERATION」（第19話）
詞：真崎繪里香，作曲：kz，主唱：IDOLiSH7
「SECRET NIGHT」（第20、23、27話）
詞：結城愛良，作曲、編曲：木下智哉，主唱：（第20、23話）TRIGGER，（第27話）IDOLiSH7
「Perfection Gimmick」（第20話）
詞：真崎繪里香，作曲、編曲：伊藤賢，主唱：IDOLiSH7
「In the meantime」（第24話）
詞：結城愛良，作曲：GRP、Shun Kusakawa，編曲：GRP，主唱：TRIGGER
「太陽のEsperanza」(太陽的Esperanza)（第24話）
詞：結城愛良，作曲、編曲：渡邉俊彦，主唱：Re:vale
「ミライノーツを奏でて」（第25話）
詞：真崎繪里香，作曲：山本玲史，編曲：川崎智哉，主唱：Re:vale
「Leopard Eyes」（第25話）
詞：結城愛良，作曲、編曲：Shinnosuke，主唱：TRIGGER
「Happy Days Creation!」（第26、27話）
詞：真崎繪里香，作曲、編曲：KoTa，主唱：Re:vale、IDOLiSH7
「ナナツイロ REALiZE」（第30話）
詞：真崎繪里香，作曲、編曲：kz，主唱：IDOLiSH7
「DAYBREAK INTERLUDE」（第30話）
詞：結城愛良，作曲：小室哲哉，編曲：中土智博，主唱：TRIGGER
組合成員
1. 1 2 3 4 5 6 7 8 9 10 11 12 13 14 15 16 17 18 19 20 21 22 23 24 25 26  七瀨陸（小野賢章）、和泉一織（增田俊樹）、二階堂大和（白井悠介）、和泉三月（代永翼）、四葉環（KENN）、逢坂壯五（阿部敦）、六彌凪（江口拓也）
2. 1 2 3 4 5 6 7 8 9 10 11 12 13 14 15  九条天（齊藤壯馬）、八乙女樂（羽多野涉）、十龍之介（佐藤拓也）
3. 1 2 3 4  四葉環（KENN）、逢坂壯五（阿部敦）
4. 1 2 3 4 5 6 7  千（立花慎之介）、百（保志總一朗）
5. 1 2  亥清悠（廣瀨裕也）、狗丸透真（木村昴）、棗巳波（西山宏太朗）、御堂虎於（近藤隆）
6. ↑  折笠千斗（立花慎之介）、大神萬理（興津和幸）

### 各話列表
| 話數                       | 日文標題 | 中文標題         | 香港標題         | 劇本       | 分鏡               | 演出               | 總作畫監督                                                       | 作畫監督 |
| 第1期                      | 第1期    | 第1期            | 第1期            | 第1期      | 第1期              | 第1期              | 第1期                                                            | 第1期 |
| -------------------------- | -------- | ---------------- | ---------------- | ---------- | ------------------ | ------------------ | ---------------------------------------------------------------- | --- |
| #01                        |          |                  |                  | 關根步美   | 別所誠人           | 別所誠人           | -                                                                | 豬股雅美 |
| #02                        |          | 第一次的舞台     | 初登舞台         | 關根步美   | 別所誠人           | 別所誠人           | 友岡新平、サトウミチオ、豬股雅美                                 | 岡崎洋美、古矢好二、加藤里香、森美幸、丸岡功治                                                                                         |
| #03                        |          | 各自的心緒       | 各自的想法       | 關根步美   | 林宏樹             | 川久保圭史         | 豬股雅美、サトウミチオ                                           | 菊池功一、西村幸惠、國井實可子 |
| #04                        |          | 作為職業的覺悟   | 專業的覺悟       | 關根步美   | 渡部周             | 渡部周             | サトウミチオ                                                     | 加藤里香、古矢好二、丸岡功治 |
| #05                        |          | 秘密             | 秘密             | 富田賴子   | 喜多幡徹           | 井之川慎太郎       | 豬股雅美、サトウミチオ                                           | 津熊建德、齋藤雅和、服部憲知 |
| #06                        |          | 雨中凱旋         | 雨中的凱旋       | 中西泰博   | 川奈可奈           | 川奈可奈           | 豬股雅美、サトウミチオ                                           | 森美幸、岡崎洋美 |
| #07                        |          | 一縷光芒         | 一線光芒         | 富田賴子   | 林宏樹             | 冴島啓             | 豬股雅美、サトウミチオ                                           | 池田廣明、熊田亞輝、加藤里香、久松沙紀                                                                                                 |
| #08                        |          | Please Music     | Please Music     | 關根步美   | 林宏樹             | 馬川奈央           | 豬股雅美、サトウミチオ                                           | 古矢好二、鈴木勇、中村真由美、丸岡功治、岡崎洋美、加藤里香、諸石美雪、山本碧、熊田亞輝、久松沙紀、森下知惠、森前和也、森美幸           |
| #09                        |          | 重要的時間       | 重要的時間       | 綾奈由仁子 | 加藤誠             | 加藤誠             | -                                                                | 合田浩章、大橋知華 |
| #10                        |          | 拓展的世界       | 變得廣闊的世界   | 中西泰博   | 日下部智津子       | 鳥井聖美           | 日下部智津子                                                     | 松林志穂美、日下部智津子 |
| #11                        |          | 夏日的去向       | 夏天的去向       | 關根步美   | 渡部周             | 渡部周             | サトウミチオ、合田浩章、猪股雅美                                 | 古矢好二、森前和也、森美幸、加藤里香、丸岡功治、鈴木勇、山本碧                                                                         |
| #12                        |          | 5人與2人         | 五個人與兩個人   | 綾奈由仁子 | 林宏樹             | 志賀翔子           | 豬股雅美、サトウミチオ                                           | 牧野龍一、合田浩章、松本昌子、大橋知華、岡崎洋美、杉本幸子、森前和也、古矢好二、ハン ミンギ、志賀道憲、佐藤弘明、川口太詩              |
| #13                        |          | 失去的東西       | 失去的事物       | 富田賴子   | 川奈可奈           | 川奈可奈           | 豬股雅美、サトウミチオ                                           | 合田浩章、松本昌子、森美幸、加藤里香、森前和也、古矢好二、中村真由美、丸岡功治、熊田亞輝、山本碧、大橋知華                             |
| #14                        |          | 再次演唱那首歌   | 再唱一次那首歌   | 中西泰博   | 林宏樹             | 菱川直樹           | 豬股雅美、サトウミチオ                                           | 牧野竜一、松本昌子、合田浩章、森前和也、大橋知華、古矢好二、柏木信弘、飯飼一幸                                                         |
| #15                        |          | 被關閉的門扉     | 關上的門扉       | 關根步美   | 池端隆史           | 馬川奈央、渡部周   | 豬股雅美、サトウミチオ                                           | 合田浩章、松本昌子、友岡新平、杉本幸子、加藤里香、岡崎洋美、丸岡功治、森美幸、古矢好二、山本碧、池田廣明、熊田亞輝、森前和也、久松沙紀 |
| #16                        |          | 從零開始的決心   | 從零開始的決心   | 關根步美   | 林宏樹             | 志賀翔子           | 豬股雅美、サトウミチオ                                           | 杉本幸子、岡崎洋美、加藤里香、古矢好二、森前和也、山本碧、丸岡功治                                                                     |
| #17                        |          |                  |                  | 關根步美   | 別所誠人           | 別所誠人           | 豬股雅美、サトウミチオ                                           | 牧野龍一、加藤里香、森美幸、山本碧、丸岡功治、杉本幸子、熊田亞輝、岡崎洋美、鈴木勇                                                     |
| 第2期 Second BEAT!         |          |                  |                  |            |                    |                    |                                                                  | |
| #01                        |          | 嶄新的門扉       | 新的大門         | 關根步美   | 別所誠人           | 別所誠人           | 豬股雅美                                                         | 豬股雅美、鈴木勇 |
| #02                        |          | 動搖的心         | 動搖的心         | 關根步美   | 別所誠人           | 渡部周             | -                                                                | 松本昌子、豬股雅美、奧田淳 |
| #03                        |          |                  | 提議             | 關根步美   | 志賀翔子           | 志賀翔子           | 猪股雅美                                                         | 藤中友里、松本昌子、加藤里香 |
| #04                        |          | 嶄新的形式       | 新形象           | 關根步美   | 別所誠人           | 高橋順             | 猪股雅美                                                         | 鈴木勇 |
| #05                        |          | 突然的訪問者     | 突然的訪問者     | 中西泰博   | 別所誠人           | 渡部周             | -                                                                | 合田浩章、大橋知華 |
| #06                        |          | 聲音             | 聲音             | 冨田頼子   | 志賀翔子           | 志賀翔子           | 猪股雅美                                                         | 牧野竜一 |
| #07                        |          | 不和的漣漪       | 不協調的漣漪     | 關根步美   | 井出安軌           | 伊福覚志           | 猪股雅美                                                         | 大塚八愛、藤裕子、渡邊浩二、奥田淳、加藤里香                                                                                           |
| #08                        |          | 想向你傳達       | 想傳達出去       | 中西泰博   | 林宏樹             | 境隼人             | 日下部智津子                                                     | 中野友貴、佐伯直実 |
| #09                        |          | 重要的事物       | 重要的事物       | 冨田頼子   | 千明孝一           | 高橋順             | 猪股雅美                                                         | 鈴木勇、藤中友理、加藤里香 |
| #10                        |          | 期限已至         | 期限已至         | 關根步美   | 青木英             | 青木英             | -                                                                | 松本昌子 |
| #11                        |          | 想守護的地方     | 想守護的地方     | 關根步美   | 林宏樹             | 林宏樹             | -                                                                | 牧野竜一 |
| #12                        |          | 影響             | 波紋             | 小川瞳     | 中井準             | 高橋順             | -                                                                | 中井準 |
| #13                        |          | 謊言與儀式       | 謊言與儀式       | 關根步美   | 加藤誠             | 加藤誠             | -                                                                | 合田浩章 |
| #14                        |          | 扳機             | 扳機             | 關根步美   | 鳥井聖美           | 境隼人             | 日下部智津子                                                     | 中野友貴、佐伯直実 |
| #15                        |          |                  |                  | 關根步美   | 別所誠人           | 別所誠人           | -                                                                | 猪股雅美、合田浩章、牧野竜一 |
| 第3期 Third BEAT! 第一季度 |          |                  |                  |            |                    |                    |                                                                  | |
| #01                        |          | 遮蔽星斗的雲     | 烏雲蓋星         | 關根步美   | 別所誠人           | 別所誠人、志賀翔子 | 豬股雅美                                                         | 豬股雅美、サトウミチオ |
| #02                        |          | 未知的傷痛       | 未知的傷痛       | 關根步美   | 青木英             | 倉谷涼一           | -                                                                | 奧田淳 |
| #03                        |          | 裂痕             | 龜裂             | 關根步美   | 林宏樹             | 林宏樹             | -                                                                | 松本昌子 |
| #04                        |          | 心聲             | 心聲             | 關根步美   | 青木英             | 井之川慎太郎       | -                                                                | 合田浩章 |
| #05                        |          | 歸宿             | 歸宿             | 中西泰博   | 志賀翔子           | 志賀翔子           | -                                                                | 牧野竜一 |
| #06                        |          | 傳達心意         | 傳達心意         | 中西泰博   | 加藤誠             | 倉谷良一           | 豬股雅美                                                         | 立川聖治、奧田淳 |
| #07                        |          | 接觸             | 接觸             | 富田賴子   | 林宏樹             | 工藤寛顕           | サトウミチオ、奧田淳                                             | 國井実可子、水野友美子、菊地功一、飯飼一幸                                                                                             |
| #08                        |          | 未完成的我們     | 未完成的我們     | 富田賴子   | 青木英             | 下平佑一           | サトウミチオ、奧田淳                                             | 松本昌子、立川聖治、田中春香、森下智惠、村山未菜美、岩田芳美、猪股雅美                                                                 |
| #09                        |          |                  |                  | 小川瞳     | 林宏樹             | 馬川奈央           | -                                                                | 合田浩章、牧野竜一 |
| #10                        |          | 合宿開始         | 集訓開始         | 小川瞳     | 倉谷良一           | 倉谷良一           | サトウミチオ、奧田淳                                             | 池田浩章、岩田芳美、小西紗希、立川聖治、手島勇人、中村真由美、村山未菜美、森下智惠                                                     |
| #11                        |          | 周全的惡意       | 周全的惡意       | 小川瞳     | 林宏樹             | 林宏樹             | サトウミチオ、奧田淳、豬股雅美                                   | 合田浩章、牧野竜一、小西紗希、田中沙希、手島勇人、村山未菜美、森下智惠、戯画プロダクション、In-TaeSun                                  |
| #12                        |          | 準備篡位         | 準備篡位         | 關根步美   | 青木英             | 田中春香           | サトウミチオ                                                     | 合田浩章、サトウミチオ、牧野竜一、森下智惠、池田浩章、田中沙希、小西紗希、立川聖治、手島勇人、丸岡功治                                 |
| #13                        |          | 瘋狂與破壞的四帝 | 瘋狂與破壞的四帝 | 關根步美   | 別所誠人           | 志賀翔子           | 豬股雅美、サトウミチオ                                           | 豬股雅美、サトウミチオ、合田浩章、牧野竜一                                                                                             |
| 第3期 Third BEAT! 第二季度 |          |                  |                  |            |                    |                    |                                                                  | |
| #14                        |          | 威脅             | 威脅             | 關根步美   | 志賀翔子           | 熊野千尋           | -                                                                | 豬股雅美、サトウミチオ |
| #15                        |          | 不會受傷的靈魂   | 不會受損的靈魂   | 關根步美   | 別所誠人           | 羽迫凱             | -                                                                | 牧野竜一、奧田淳、岡崎洋美 |
| #16                        |          | 天使與怪物       | 天使與怪物       | 關根步美   | 別所誠人           | 玉川陽莉           | サトウミチオ、豬股雅美、奧田淳、村山未菜美                       | 森下智惠、オーロックス、高瀨言、西川千尋、吉田徹、SungSan Animation Production                                                         |
| #17                        |          | 一招逆轉         | 一招逆轉         | 關根步美   | 志賀翔子           | 馬川奈央           | サトウミチオ、村山未菜美                                         | 小西紗希、林夏菜、杜野都 |
| #18                        |          |                  |                  | 小川瞳     | 別所誠人、吉田英俊 | 熊野千尋           | サトウミチオ、村山未菜美                                         | 池田浩章、岡崎洋美、加藤里香、西田光洋、森下智惠、豬股雅美                                                                             |
| #19                        |          | 3人的決心        | 三人的決心       | 富田賴子   | 田中春香           | 田中春香           | サトウミチオ、村山未菜美、鈴木勇                                 | 黑田直寿、小西紗希、丸岡功治 |
| #20                        |          | 共譜永不清醒的夢 | 共譜不醒之夢     | 關根步美   | 別所誠人           | 志賀翔子           | サトウミチオ、村山未菜美、鈴木勇                                 | 池田浩章、黑田直寿、林夏菜、西田光洋、森下智惠                                                                                         |
| #21                        |          | 友情與約定       | 友情與約定       | 富田賴子   | 林宏樹             | 岩垂瑞樹           | サトウミチオ、村山未菜美、鈴木勇                                 | 岡崎洋美、加藤里香、小松沙奈、丸岡功治、森下智惠、豬股雅美、スタジオギガ、Kwon YongSang、Lee BteoungSeok                               |
| #22                        |          |                  |                  | 小川瞳     | 別所誠人、伊福覚志 | 伊福覚志           | サトウミチオ、鈴木勇、林夏菜、村山未菜美                         | 小川真由美、加藤里香、黑田直寿、小西紗希、西田光洋、藤中友里、森下智惠                                                                 |
| #23                        |          | 繼續演唱的決心   | 繼續演唱的決心   | 中西泰博   | 林宏樹             | 中野友貴           | 日下部智津子                                                     | 森下愛美、日下部智津子 |
| #24                        |          | 開始反擊         | 開始反擊         | 中西泰博   | 林宏樹             | 山本隆太           | サトウミチオ、鈴木勇、林夏菜、村山未菜美、豬股雅美               | 兒玉ひかる、承山菜美 |
| #25                        |          | 內部會議         | 內部會議         | 關根步美   | 志賀翔子           | 田中春香           | サトウミチオ、鈴木勇、林夏菜、村山未菜美、豬股雅美               | 池田浩章、小川真由美、小松沙奈、西田光洋、藤中友理、丸岡功治、森下智惠、諸石美雪                                                       |
| #26                        |          |                  |                  | 關根步美   | 志賀翔子           | 志賀翔子           | サトウミチオ、鈴木勇、林夏菜、村山未菜美                         | 池田浩章、岡崎洋美、奧田淳、加藤里香、黑田直寿、小西紗希、小林陽奈、高橋沙江子、森下智惠、諸石美雪、豬股雅美、光の園アニメーション     |
| #27                        |          |                  |                  | 小川瞳     | 林宏樹             | 林宏樹             | サトウミチオ、鈴木勇、林夏菜、村山未菜美                         | 池田浩章、岡崎洋美、加藤里香、黑田直寿、小西紗希、小松沙奈、藤中友理、森下智惠、諸石美雪、豬股雅美                                     |
| #28                        |          | 景致蛻變         | 景致蛻變         | 關根步美   | 林宏樹             | 林宏樹             | サトウミチオ、鈴木勇、林夏菜、村山未菜美                         | 清水明日香、小川真由美、小西紗希、森下智惠、スタジオギガ                                                                               |
| #29                        |          | 紛亂後真心顯露   | 紛亂後真心顯露   | 關根步美   | 加藤誠             | 田中春香、志賀翔子 | サトウミチオ、豬股雅美、鈴木勇、林夏菜、村山未菜美               | 池田浩章、岡崎洋美、加藤里香、川上惠里花、小西紗希、小林陽奈、西田光洋、藤中友理、丸岡功治、森下智惠、諸石美雪、スタジオギガ           |
| #30                        |          | 因果早已注定     | 因果早已注定     | 關根步美   | 別所誠人           | 別所誠人           | サトウミチオ、豬股雅美、鈴木勇、林夏菜、村山未菜美、日下部智津子 | 池田浩章、岡崎洋美、小川真由美、加藤里香、黑田直寿、小西紗希、中村真由美、西田光洋、藤中友理、諸石美雪                                 |

### 外傳動畫
標題名為「アイドリッシュセブン Vibrato」，全篇採用網絡配信方式，配信網站為Youtube。

2018年2月17日公開Ep1「TRIGGER -before The Radiant Glory-前編」。

2019年1月17日公開Ep2「TRIGGER -before The Radiant Glory-後編」。

2019年1月17日-3月7日期間每月7的日子(7、17、27)於Youtube公開 Ep3-8(共6篇)。

※於Youtube收看「アイドリッシュセブン Vibrato」Ep3-8需要購買「YouTube Premium」收費服務。

2020年4月9日宣布Youtube上的「アイドリッシュセブン Vibrato」全集數期間限定免費公開
片尾曲
「DESTINY」（第1、2、7話）
作詞 - 結城愛良 / 作曲・編曲 - 草野將史 / 歌 - TRIGGER
「PARTY TIME TOGETHER」（第3～6話）
作詞 - 結城愛良 / 作曲 - HIROTOMO・SI.V / 編曲 - 中土智博 / 歌 - IDOLiSH7
「NATSU☆しようぜ！」（第8話）
作詞 - 結城愛良 / 作曲・編曲 - 河田貴央 / 歌 - IDOLiSH7 feat.TRIGGER
插入曲
「DIAMOND FUSION」（第1話）
作詞 - 結城愛良 / 作曲・編曲 - 中土智博 / 歌 - TRIGGER
「SECRET NIGHT」（第3話）
作詞 - 結城愛良 / 作曲・編曲 - 木下智哉 / 歌 - TRIGGER
「NATSU☆しようぜ！」（第7、8話）
作詞 - 結城愛良 / 作曲・編曲 - 河田貴央 / 歌 - （第7話）IDOLiSH7,（第8話）IDOLiSH7、TRIGGER
| 話數 | 日文標題 | 中文標題                               | 劇本       | 分鏡     | 演出     | 作畫監督                                                                 |
| ---- | -------- | -------------------------------------- | ---------- | -------- | -------- | ------------------------------------------------------------------------ |
| #1   |          | TRIGGER -before the Radiant Glory 前篇 | 中西泰博   | 青木英   | 馬川奈央 | 合田浩章、猪股雅美                                                       |
| #2   |          | TRIGGER -before the Radiant Glory 後篇 | 中西泰博   | 青木英   | 馬川奈央 | 合田浩章、猪股雅美                                                       |
| #3   |          | 被捲入事件的男子 前篇                  | 中西泰博   | 林宏樹   | 渡部周   | サトウミチオ、古矢好二、丸岡功治、岡崎洋美、森美幸、加藤里香             |
| #4   |          | 被捲入事件的男子 後篇                  | 中西泰博   | 林宏樹   | 渡部周   | サトウミチオ、古矢好二、丸岡功治、岡崎洋美、森美幸、加藤里香             |
| #5   |          | PARTY TIME TOGETHER 前篇               | 綾奈由仁子 | 志賀翔子 | 志賀翔子 | 猪股雅美、サトウミチオ、古矢好二、丸岡功治、岡崎洋美、鈴木春香、杉本幸子 |
| #6   |          | PARTY TIME TOGETHER 後篇               | 綾奈由仁子 | 志賀翔子 | 志賀翔子 | 猪股雅美、サトウミチオ、古矢好二、丸岡功治、岡崎洋美、鈴木春香、杉本幸子 |
| #7   |          | NATSU☆狂歡一夏！ 前篇                  | 關根步美   | 別所誠人 | 馬川奈央 | 猪股雅美、サトウミチオ、古矢好二、杉本幸子、丸岡功治、成松義人、岡崎洋美 |
| #8   |          | NATSU☆狂歡一夏！ 後篇                  | 關根步美   | 別所誠人 | 馬川奈央 | 猪股雅美、サトウミチオ、古矢好二、杉本幸子、丸岡功治、成松義人、岡崎洋美 |

### 播放電視台

#### 第1期
| 播放日期     | 播放時間                         | 電視台       | 播放地域 | 備註                        |
| ------------ | -------------------------------- | ------------ | -------- | --------------------------- |
| 2018年1月1日 | 星期一 20:00 - 21:00             | TOKYO MX     | 東京都   |                             |
| 2018年1月3日 | 星期三 0:00 - 1:00（星期二深夜） | BS11         | 日本全國 | 衛星BS廣播 / 『ANIME+』檔期 |
| 2018年1月4日 | 星期四 22:30 - 23:30             | KBS京都      | 京都府   |                             |
| 2018年1月4日 | 星期四 1:30 - 2:30（星期三深夜） | SUN電視台    | 兵庫縣   |                             |
| 2018年1月5日 | 星期五 2:05 - 3:05（星期四深夜） | 愛知電視台   | 愛知縣   |                             |
| 2018年1月5日 | 星期五 1:35 - 2:35（星期四深夜） | 北海道電視台 | 北海道   |                             |
| 2018年1月5日 | 星期五 2:00 - 3:00（星期四深夜） | TVQ九州放送  | 福岡縣   |                             |

| 播放日期              | 播放時間                         | 電視台       | 播放地區 | 備註                    |
| --------------------- | -------------------------------- | ------------ | -------- | ----------------------- |
| 2018年1月7日－4月1日  | 星期日 22:30 - 23:00             | TOKYO MX     | 東京都   |                         |
|                       | 星期日 23:00 - 23:30             | KBS京都      | 京都府   |                         |
| 2018年1月8日－4月2日  | 星期一 0:30 - 1:00（星期日深夜） | SUN電視台    | 兵庫縣   |                         |
|                       | 星期一 2:05 - 2:35（星期日深夜） | 愛知電視台   | 愛知縣   |                         |
| 2018年1月10日－4月4日 | 星期三 0:00 - 0:30（星期二深夜） | BS11         | 日本全國 | BS放送 / 『ANIME+』檔期 |
|                       | 星期三 2:05 - 2:35（星期二深夜） | 北海道電視台 | 北海道   |                         |
|                       | 星期三 2:35 - 3:05（星期二深夜） | TVQ九州放送  | 福岡縣   |                         |

| 播放日期      | 播放時間                         | 電視台   | 播放地域 | 備註   |
| ------------- | -------------------------------- | -------- | -------- | ------ |
| 2018年5月19日 | 星期日 23:00 - 23:30             | TOKYO MX | 東京都   |        |
| 2018年4月4日  | 星期三 0:30 - 1:00（星期二深夜） | BS11     | 日本全國 | BS放送 |

| 播放日期      | 播放時間             | 電視台   | 播放地域 | 備註 |
| ------------- | -------------------- | -------- | -------- | ---- |
| 2018年5月19日 | 星期六 19:30 - 20:30 | TOKYO MX | 東京都   |      |

| 播放日期               | 播放時間               | 電視台     | 播放地域 | 備註                         |
| ---------------------- | ---------------------- | ---------- | -------- | ---------------------------- |
| 2018年6月9日－8月4日   | 星期六 12:30 - 13:30   | J2         | 香港     | 兩集連播                     |
| 2020年3月14日－4月11日 | 星期六、日 8:00 - 9:00 | 衛視中文台 | 台灣     | 兩集連播 3月14日 8:30 - 9:00 |

#### 第2期
| 播放日期     | 播放時間                          | 電視台       | 播放地域 | 備註                        |
| ------------ | --------------------------------- | ------------ | -------- | --------------------------- |
| 2020年4月5日 | 星期日 22:30 - 23:30              | TOKYO MX     | 東京都   |                             |
|              |                                   | KBS京都      | 京都府   |                             |
| 2020年4月6日 | 星期一 01:30 - 2:30（星期日深夜） | SUN電視台    | 兵庫縣   |                             |
| 2020年4月8日 | 星期三 00:00 - 1:00（星期二深夜） | BS11         | 日本全國 | 衛星BS廣播 / 『ANIME+』檔期 |
|              | 星期三 2:35 - 3:35（星期二深夜）  | 愛知電視台   | 愛知縣   |                             |
|              |                                   | 北海道電視台 | 北海道   |                             |
| 2020年4月9日 | 星期四 2:35 - 3:35（星期三深夜）  | TVQ九州放送  | 福岡縣   |                             |

| 播放日期                                | 播放時間                                                                                 | 電視台       | 播放地域 | 備註                        |
| --------------------------------------- | ---------------------------------------------------------------------------------------- | ------------ | -------- | --------------------------- |
| 2020年4月12日－4月19日 2020年10月18日－ | 星期日 22:30 - 23:00（第3・4話） 星期日 23:00 - 23:30（第5話之後）                       | TOKYO MX     | 東京都   |                             |
|                                         | 星期日 23:00 - 23:30                                                                     | KBS京都      | 京都府   |                             |
| 2020年4月13日－4月20日 2020年10月19日－ | 星期一 00:30 - 1:00（星期日深夜）                                                        | SUN電視台    | 兵庫縣   |                             |
| 2020年4月15日－4月22日 2020年10月21日－ | 星期三 00:00 - 0:30（星期二深夜、第3・4話） 星期三 00:30 - 1:00（星期二深夜、第5話之後） | BS11         | 日本全國 | 衛星BS廣播 / 『ANIME+』檔期 |
|                                         | 星期三 02:35 - 03:05（星期二深夜）                                                       | 愛知電視台   | 愛知縣   |                             |
|                                         |                                                                                          | 北海道電視台 | 北海道   |                             |
| 2020年4月16日－4月23日 2020年10月22日－ | 星期四 02:35 - 03:05（星期三深夜）                                                       | TVQ九州放送  | 福岡縣   |                             |

| 播放日期                 | 播放時間               | 電視台 | 播放地域 | 備註     |
| ------------------------ | ---------------------- | ------ | -------- | -------- |
| 2021年10月16日－11月27日 | 星期六13:30－14:30     | J2     | 香港     | 兩集連播 |
| 2022年10月4日－10月25日  | 星期一至五15:45－16:15 | 翡翠台 | 香港     |          |

#### 第3期
| 播放日期       | 播放時間（UTC+9） | 播放電視台   | 播放地區 | 備註 |
| -------------- | ----------------- | ------------ | -------- | ---- |
| 2021年7月4日－ | 每週日 22：30     | TOKYO MX     | 東京都   |      |
| 2021年7月4日－ | 每週日 23：30     | SUN電視台    | 兵庫縣   |      |
| 2021年7月4日－ | 每週日 23：30     | KBS京都      | 京都府   |      |
| 2021年7月6日－ | 每週二 26：35     | 愛知電視台   | 愛知縣   |      |
| 2021年7月6日－ | 每週二 26：35     | 北海道電視台 | 北海道   |      |
| 2021年7月7日－ | 每週三 26：15     | TVQ九州放送  | 福岡縣   |      |
| 2021年7月6日－ | 每週二 24：00     | BS11         | 日本全國 |      |

| 播放日期        | 播放時間              | 播放電視台     | 播放地區    | 備註 |
| --------------- | --------------------- | -------------- | ----------- | ---- |
| 2021年7月4日－  | 每週日 22：00         | 巴哈姆特動畫瘋 | 臺灣(UTC+8) |      |
| 2021年7月4日－  | 每週日 23：00         | KKTV           | 臺灣(UTC+8) |      |
| 2021年7月4日－  | 每週日                | bilibili       | 臺灣(UTC+8) |      |
| 2021年7月4日－  | 每週日                | friDay影音     | 臺灣(UTC+8) |      |
| 2021年7月4日－  | 每週日                | MyVideo        | 臺灣(UTC+8) |      |
| 2021年7月5日－  | 每週日                | HamiVideo      | 臺灣(UTC+8) |      |
| 2021年7月5日－  | 每週日                | 中華電信MOD    | 臺灣(UTC+8) |      |
| 2021年7月16日－ | 每週日 21：00－21：30 | 曼迪日本台     | 臺灣(UTC+8) |      |

| 播放日期                      | 播放時間                | 電視台 | 播放地域 | 備註 |
| ----------------------------- | ----------------------- | ------ | -------- | ---- |
| 2023年10月10日－2024年1月24日 | 星期二、三 17:20－17:50 | 翡翠台 | 香港     |      |

## 音樂作品

### 單曲
| 發售日期       | 歌唱團體           | 單曲名稱             | 備註                                             |
| -------------- | ------------------ | -------------------- | ------------------------------------------------ |
| 2015年12月2日  | IDOLiSH7           | MONSTER GENERATiON   | 與TRIGGER『SECRET NIGHT』同時發售                |
| 2015年12月2日  | TRIGGER            | SECRET NIGHT         | 與IDOLiSH7『MONSTER GENERATiON』同時發售         |
| 2016年5月11日  | MEZZO"             | 恋のかけら           |                                                  |
| 2016年6月22日  | Re:vale            | SILVER SKY           |                                                  |
| 2016年7月7日   | IDOLiSH7 & TRIGGER | NATSU☆しようぜ!      |                                                  |
| 2017年7月7日   | IDOLiSH7           | Sakura Message       |                                                  |
| 2017年8月30日  | ŹOOĻ               | Poisonous Gangster   | 同時收錄遊戲歌曲「look at...」                   |
| 2017年11月22日 | MEZZO"             | Dear Butterfly       | 同時收錄網路先行配信歌曲「月明かりイルミネイト」 |
| 2018年1月10日  | Re:vale            | No Doubt             |                                                  |
| 2018年2月14日  | IDOLiSH7           | WiSH VOYAGE          | 同時收錄電視動畫插入曲「Dancing∞BEAT!!」         |
| 2018年2月28日  | TRIGGER            | Heavenly Visitor     | 同時收錄外傳動畫插入曲「DIAMOND FUSION」         |
| 2018年3月21日  | MEZZO"             | 雨                   | 收錄電視動畫第12話片尾曲                         |
| 2018年6月20日  | IDOLiSH7           | ナナツイロ REALiZE   | 同時收錄遊戲歌曲「viva fantastic life」          |
| 2020年1月8日   | IDOLiSH7           | Mr.AFFECTiON         |                                                  |
| 2020年1月15日  | ŹOOĻ               | Bang!Bang!Bang!      | 同時收錄遊戲歌曲「zone of overlap」              |
| 2020年1月22日  | Re:vale            | Re-raise             | 同時收錄遊戲歌曲「永遠性理論」「t(w)o」          |
| 2020年1月29日  | TRIGGER            | Crescent rise        |                                                  |
| 2020年5月27日  | IDOLiSH7           | DiSCOVER THE FUTURE  |                                                  |
| 2020年6月3日   | Re:vale            | ミライノーツを奏でて |                                                  |

### 12 SONGS GIFT
於2018年連續12個月發行的網絡配信限定單曲。在每個月各成員的生日當天以solo曲的方式於iTunes Store、Google Play(限日本地區)、animelo mix、mora、RecoChoku、e-onkyo music等管道發行。
| 配信日期       | 歌手                    | 歌曲名稱          |
| -------------- | ----------------------- | ----------------- |
| 2018年1月25日  | 和泉一織(CV.增田俊樹)   | ONE dream         |
| 2018年2月14日  | 二階堂大和(CV.白井悠介) | Love two you      |
| 2018年3月3日   | 和泉三月(CV.代永翼)     | 三日月のヴェール  |
| 2018年4月1日   | 四葉環(CV.KENN)         | Four Leaf Ring    |
| 2018年5月28日  | 逢坂壯五(CV.阿部敦)     | Maybe             |
| 2018年6月20日  | 六弥凪(CV.江口拓也)     | June is Natural   |
| 2018年7月9日   | 七瀬陸(CV.小野賢章)     | SEPTET for...     |
| 2018年7月9日   | 九条天(CV.齊藤壯馬)     | Up to the nines   |
| 2018年8月16日  | 八乙女樂(CV.羽多野涉)   | アソシエイト      |
| 2018年10月12日 | 十龍之介(CV.佐藤拓也)   | my 10plate        |
| 2018年11月11日 | 百(CV.保志總一朗)       | 100%ハピネス      |
| 2018年12月24日 | 千(CV.立花慎之介)       | 千年先もずっと... |

### ŹOOĻ誕生日SOLO曲
於2019年3月陸續開始配信
| 配信日期       | 歌手                  | 歌曲名稱            |
| -------------- | --------------------- | ------------------- |
| 2019年3月15日  | 御堂虎於(CV.近藤隆)   | 午前4時のDusty Love |
| 2019年6月8日   | 棗巳波(CV.西山宏太朗) | Dejavu              |
| 2019年11月29日 | 狗丸トウマ(CV.木村昴) | Endless             |
| 2019年12月6日  | 亥清悠(CV.廣瀨裕也)   | Labyrinth           |

### RADIO STATION “Twelve Hits!”
於2019年DOLiSH7・TRIGGER・Re:vale誕生日發售廣播CD收錄內容有RADIO STATION “Twelve Hits!”各自角色的版本，2018年配信的12 SONGS GIFT，廣播主題曲Wonderful Octave各自角色的版本。
於2020年ŹOOĻ誕生日發售廣播CD收錄內容有RADIO STATION “Twelve Hits!”各自角色的版本，2019年配信的ŹOOĻ誕生日SOLO曲，廣播主題曲Wonderful Octave各自角色的版本。
| 發售日                                       | 廣播標題            | SOLO曲                            | 主題曲                  | 演出歌手 |
| -------------------------------------------- | ------------------- | --------------------------------- | ----------------------- | -------- |
| 2019年1月25日                                |                     |                                   |                         |          |
| RADIO STATION “Twelve Hits!” -Iori ver.-     | ONE dream           | Wonderful Octave -Iori ver.-      | 和泉一織(CV.增田俊樹)   |          |
| 2019年2月14日                                |                     |                                   |                         |          |
| RADIO STATION “Twelve Hits!”-Yamato ver.-    | Love two you        | Wonderful Octave -Yamato ver.-    | 二階堂大和(CV.白井悠介) |          |
| 2019年3月3日                                 |                     |                                   |                         |          |
| RADIO STATION “Twelve Hits!”-Mitsuki ver.-   | 三日月のヴェール    | Wonderful Octave -Mitsuki ver.-   | 和泉三月(CV.代永翼)     |          |
| 2019年4月1日                                 |                     |                                   |                         |          |
| RADIO STATION “Twelve Hits!”-Tamaki ver.-    | Four Leaf Ring      | Wonderful Octave -Tamaki ver.-    | 四葉環(CV.KENN)         |          |
| 2019年5月28日                                |                     |                                   |                         |          |
| RADIO STATION “Twelve Hits!”-Sogo ver.-      | Maybe               | Wonderful Octave -Sogo ver.-      | 逢坂壯五(CV.阿部敦)     |          |
| 2019年6月20日                                |                     |                                   |                         |          |
| RADIO STATION “Twelve Hits!”-Nagi ver.-      | June is Natura      | Wonderful Octave -Nagi ver.-      | 六弥凪(CV.江口拓也)     |          |
| 2019年7月9日                                 |                     |                                   |                         |          |
| RADIO STATION “Twelve Hits!”-Riku ver.-      | SEPTET for...       | Wonderful Octave -Riku ver.-      | 七瀬陸(CV.小野賢章)     |          |
| 2019年7月9日                                 |                     |                                   |                         |          |
| RADIO STATION “Twelve Hits!”-Tenn ver.-      | Up to the nines     | Wonderful Octave -Tenn ver.-      | 九条天(CV.齊藤壯馬)     |          |
| 2019年8月16日                                |                     |                                   |                         |          |
| RADIO STATION “Twelve Hits!”-Gaku ver.-      | アソシエイト        | Wonderful Octave -Gaku ver.-      | 八乙女樂(CV.羽多野涉)   |          |
| 2019年10月12日                               |                     |                                   |                         |          |
| RADIO STATION “Twelve Hits!”-Ryunosuke ver.- | my 10plate          | Wonderful Octave -Ryunosuke ver.- | 十龍之介(CV.佐藤拓也)   |          |
| 2019年11月11日                               |                     |                                   |                         |          |
| RADIO STATION “Twelve Hits!”-Momo ver.-      | 100%ハピネス        | Wonderful Octave -Momo ver.-      | 百(CV.保志總一朗)       |          |
| 2019年12月24日                               |                     |                                   |                         |          |
| RADIO STATION “Twelve Hits!”-Yuki ver.-      | 千年先もずっと...   | Wonderful Octave -Yuki ver.-      | 千(CV.立花慎之介)       |          |
| 2020年3月15日                                |                     |                                   |                         |          |
| RADIO STATION “Twelve Hits!”-Torao ver.-     | 午前4時のDusty Love | Wonderful Octave -Torao ver.-     | 御堂虎於(CV.近藤隆)     |          |
| 2020年9月2日                                 |                     |                                   |                         |          |
| RADIO STATION “Twelve Hits!”-Minami ver.-    | Dejavu              | Wonderful Octave -Minami ver.-    | 棗巳波(CV.西山宏太朗)   |          |
| 2020年11月29日                               |                     |                                   |                         |          |
| RADIO STATION “Twelve Hits!”-Toma ver.-      | Endless             | Wonderful Octave -Toma ver.-      | 狗丸トウマ(CV.木村昴)   |          |
| 2020年12月6日                                |                     |                                   |                         |          |
| RADIO STATION “Twelve Hits!”-Haruka ver.-    | Labyrinth           | Wonderful Octave -Haruka ver.-    | 亥清悠(CV.廣瀨裕也)     |          |

### 專輯
| 發售日期       | 歌唱團體 | 專輯名稱   | 備註                                                                                |
| -------------- | -------- | ---------- | ----------------------------------------------------------------------------------- |
| 2016年8月24日  | IDOLiSH7 | i7         | 分別有豪華盤、初回限定盤、通常盤3種版本。                                           |
| 2017年9月20日  | TRIGGER  | REGALITY   | 分別有豪華盤、初回限定盤、通常盤3種版本。 首個男性聲優組合獲得Oricon專輯周榜第1位。 |
| 2018年12月5日  | Re:vale  | Re:al Axis | 分別有豪華盤、初回限定盤、通常盤3種版本。                                           |
| 2020年11月25日 | ŹOOĻ     | einsatZ    | 分別有豪華盤、初回限定盤、通常盤3種版本。                                           |
| 2021年10月20日 | MEZZO"   | Intermezzo | 分別有初回限定盤A・B、通常盤3種版本。                                               |
| 2022年1月12日  | IDOLiSH7 | Opus       | 分別有初回限定盤A・B、通常盤3種版本。                                               |

### 合輯
| 發售日期      | 專輯名稱                                    | 規格編號            | 備註                   |
| ------------- | ------------------------------------------- | ------------------- | ---------------------- |
| 2018年9月26日 | アイドリッシュセブン Collection Album vol.1 | LACA-9647 LACA-9648 | 收錄遊戲第1至2部的歌曲 |

### 原聲帶
| 發售日期      | 專輯名稱         | 備註                                                                           |
| ------------- | ---------------- | ------------------------------------------------------------------------------ |
| 2018年4月25日 | SOUND OF RAiNBOW | 收錄電視動畫版本的片頭曲及片尾曲，及劇中劇『魔法少女Magical★可可娜』的插入曲。 |

### 網絡配信
| 配信日期       | 歌手/歌唱團體                                                                             | 歌曲名稱                               | 備註                                                      |
| -------------- | ----------------------------------------------------------------------------------------- | -------------------------------------- | --------------------------------------------------------- |
| 2015年12月12日 | IDOLiSH7                                                                                  | GOOD NIGHT AWESOME                     | 收錄於專輯『i7』                                          |
| 2016年3月26日  | 二階堂大和(CV.白井悠介)、和泉三月(CV.代永翼)、六弥凪(CV.江口拓也)                         | ピタゴラス☆ファイター                  | 收錄於專輯『i7』                                          |
| 2016年4月17日  | 七瀬陸(CV.小野賢章)、和泉一織(CV.增田俊樹)                                                | Fly away!                              | 收錄於專輯『i7』                                          |
| 2016年9月18日  | TRIGGER                                                                                   | Last Dimension～引き金をひくのは誰だ～ | 收錄於專輯『REGALITY』                                    |
| 2016年11月5日  | 二階堂大和(CV.白井悠介)、和泉三月(CV.代永翼)、六弥凪(CV.江口拓也) 、八乙女樂(CV.羽多野涉) | 男子タルモノ!～MATSURI～               | 收錄於合輯『アイドリッシュセブン Collection Album vol.1』 |
| 2016年11月12日 | 四葉環(CV.KENN)、逢坂壯五(CV.阿部敦)、十龍之介(CV.佐藤拓也)                               | LOVE&GAME                              | 收錄於合輯『アイドリッシュセブン Collection Album vol.1』 |
| 2016年11月19日 | 和泉一織(CV.增田俊樹)、七瀬陸(CV.小野賢章)、九条天(CV.齊藤壯馬)                           | フレフレ!青春賛歌                      | 收錄於合輯『アイドリッシュセブン Collection Album vol.1』 |
| 2016年12月14日 | Re:vale                                                                                   | TO MY DEAREST                          | 收錄於專輯『Re:al Axis』                                  |
| 2017年1月26日  | MEZZO"                                                                                    | 月明かりイルミネイト                   | 收錄於單曲『Dear Butterfly』                              |
| 2019年9月27日  | 和泉一織(CV.增田俊樹)、七瀬陸(CV.小野賢章)                                                | 解決ミステリー                         |                                                           |
| 2019年10月31日 | MEZZO"                                                                                    | Forever Note                           |                                                           |
| 2019年11月9日  | MEZZO"                                                                                    | カレイドスコープ                       |                                                           |
| 2019年11月30日 | 二階堂大和(CV.白井悠介)、和泉三月(CV.代永翼)、六弥凪(CV.江口拓也)                         | My Friend                              |                                                           |
| 2022年8月16日  | IDOLiSH7、TRIGGER、Re:vale、ŹOOĻ                                                          | CROSSOVER ROTATION                     |                                                           |

## 出版書籍

### 小說
| 小說                                   | 小說       | 小說     | 小說   | 小說               | 小說    | 小說               | 小說 |
| 書名                                   | 作者       | 插畫     | 出版社 | ISBN               | 出版社  | ISBN               | 備註 |
| -------------------------------------- | ---------- | -------- | ------ | ------------------ | ------- | ------------------ | ---- |
| 小説 アイドリッシュセブン 流星に祈る   | 都志見文太 | 種村有菜 | 白泉社 | ISBN 9784592217473 | 大元C&I | ISBN 9791142302770 |      |
| 小説 アイドリッシュセブン アイナナ学園 | 佐佐木禎子 | 種村有菜 | 白泉社 | ISBN 9784592218487 | 大元C&I | ISBN 9791142302787 |      |
| 小説 アイドリッシュセブン Re:member    | 都志見文太 | 種村有菜 | 白泉社 | ISBN 9784592218807 | 大元C&I | ISBN 9791142302794 |      |

### 漫畫
| 漫畫 | 漫畫       | 漫畫     | 漫畫       | 漫畫 | 漫畫           | 漫畫                                                  | 漫畫           | 漫畫               | 漫畫      | 漫畫                   | 漫畫                                                     |
| 書名 | 漫畫       | 角色原案 | 小說原作   | 卷數 | 白泉社         | 白泉社                                                | 長鴻出版社     | 長鴻出版社         | 天闻角川  | 天闻角川               | 備註                                                     |
| --- | ---------- | -------- | ---------- | ---- | -------------- | ----------------------------------------------------- | -------------- | ------------------ | --------- | ---------------------- | -------------------------------------------------------- |
| 書名 | 漫畫       | 角色原案 | 小說原作   | 卷數 | 發售日期       | ISBN                                                  | 發售日期       | ISBN               | 發售日期  | ISBN                   | 備註                                                     |
| アイドリッシュセブン / IDOLiSH7-偶像星願 (全7卷)                                                                       | 山田のこし | 種村有菜 | /          | (1)  | 2015年12月4日  | ISBN 9784592212010                                    | 2017年8月10日  | ISBN 9789864744640 |           |                        |                                                          |
| アイドリッシュセブン / IDOLiSH7-偶像星願 (全7卷)                                                                       | 山田のこし | 種村有菜 | /          | (2)  | 2016年8月19日  | ISBN 9784592212027                                    | 2017年10月17日 | ISBN 9789864745265 |           |                        |                                                          |
| アイドリッシュセブン / IDOLiSH7-偶像星願 (全7卷)                                                                       | 山田のこし | 種村有菜 | /          | (3)  | 2016年12月5日  | ISBN 9784592212034                                    | 2017年11月29日 | ISBN 9789864745791 |           |                        |                                                          |
| アイドリッシュセブン / IDOLiSH7-偶像星願 (全7卷)                                                                       | 山田のこし | 種村有菜 | /          | (4)  | 2017年8月4日   | ISBN 9784592212041                                    | 2018年2月6日   | ISBN 9789864746415 |           |                        |                                                          |
| アイドリッシュセブン / IDOLiSH7-偶像星願 (全7卷)                                                                       | 山田のこし | 種村有菜 | /          | (5)  | 2018年1月4日   | ISBN 9784592212058                                    | 2018年9月19日  | ISBN 9789864748457 |           |                        |                                                          |
| アイドリッシュセブン / IDOLiSH7-偶像星願 (全7卷)                                                                       | 山田のこし | 種村有菜 | /          | (6)  | 2018年12月5日  | ISBN 9784592212065                                    | 2020年2月14日  | ISBN 9789865043568 |           |                        |                                                          |
| アイドリッシュセブン / IDOLiSH7-偶像星願 (全7卷)                                                                       | 山田のこし | 種村有菜 | /          | (7)  | 2019年8月5日   | ISBN 9784592212072                                    | 2020年10月16日 | ISBN 9789865045784 |           |                        | 特裝版特典 (台版)複製簽名板+特典卡2張                    |
| アイドリッシュセブン TRIGGER -before The Radiant Glory- / IDOLiSH7-偶像星願- TRIGGER -before The Radiant Glory (全1卷) | 種村有菜   | 種村有菜 | 都志見文太 | (1)  | 2016年8月19日  | ISBN 9784592217480                                    | 2017年8月10日  | ISBN 9789864744626 |           |                        |                                                          |
| アイドリッシュセブン 流星に祈る/ IDOLiSH7-偶像星願: 向流星許願 (全2卷)                                                 | 種村有菜   | 種村有菜 | 都志見文太 | (1)  | 2017年8月4日   | 通常版: ISBN 9784592217497 特裝版: ISBN 9784592105787 | 2018年1月31日  | ISBN 9789864746262 |           |                        | 特裝版特典 (日版)迷你相本；(台版)掛軸                    |
| アイドリッシュセブン 流星に祈る/ IDOLiSH7-偶像星願: 向流星許願 (全2卷)                                                 | 種村有菜   | 種村有菜 | 都志見文太 | (2)  | 2018年1月4日   | 通常版: ISBN 9784592217503 特裝版: ISBN 9784592105831 | 2018年8月16日  | ISBN 9789864748174 |           |                        | 特裝版特典 (日版)迷你相本；(台版)壓克力鑰匙圈2個         |
| アイドリッシュセブン Re:member/ IDOLiSH7-偶像星願- Re:member (全3卷)                                                   | 種村有菜   | 種村有菜 | 都志見文太 | (1)  | 2018年12月5日  | 通常版: ISBN 9784592218784 特裝版: ISBN 9784592106104 | 2019年1月22日  | ISBN 9789865040109 | 2024年6月 | ISBN 978-7-5145-2182-5 | 特裝版特典 (日版)徽章3枚；(台版)壓克力手機架             |
| アイドリッシュセブン Re:member/ IDOLiSH7-偶像星願- Re:member (全3卷)                                                   | 種村有菜   | 種村有菜 | 都志見文太 | (2)  | 2019年8月5日   | 通常版: ISBN 9784592218791 特裝版: ISBN 9784592106142 | 2020年2月21日  | ISBN 9789865043551 | 2024年6月 | ISBN 978-7-5145-2182-5 | 特裝版特典 (日版)壓克力立牌吊飾；(台版)胸章2個、方形杯墊 |
| アイドリッシュセブン Re:member/ IDOLiSH7-偶像星願- Re:member (全3卷)                                                   | 種村有菜   | 種村有菜 | 都志見文太 | (3)  | 2019年12年20日 | 通常版: ISBN 9784592227243 特裝版: ISBN 9784592106166 | 2020年5月22日  | ISBN 9789865044350 | 2024年6月 | ISBN 978-7-5145-2182-5 | 特裝版特典 (日版)CD「未完成な僕ら」；(台版)雙面抱枕套    |

### 其他
- 官方公式書 / アイドリッシュセブン オフィシャルファンブック

出版社: KADOKAWA/アスキー・メディアワークス
|                                                | 出版日期      | ISBN               |
| ---------------------------------------------- | ------------- | ------------------ |
| アイドリッシュセブン オフィシャルファンブック  | 2016年3月12日 | ISBN 9784048658027 |
| アイドリッシュセブン オフィシャルファンブック2 | 2017年8月19日 | ISBN 9784048924429 |
| アイドリッシュセブン オフィシャルファンブック3 | 2019年3月20日 | ISBN 9784048939577 |

- 日和系列 / アイドリッシュセブン 1st Photo book [25]

2017年12位偶像生日企劃,1人1冊發行的概念相冊本。
出版社: KADOKAWA
頁數: 32頁
附件: 封面圖B3海報及壓克力掛件
出版冊數：全12冊
|                                                         | 出版日期       | 條碼          |
| ------------------------------------------------------- | -------------- | ------------- |
| アイドリッシュセブン 和泉一織 1st Photo book 一織日和   | 2017年1月25日  | 4541993029389 |
| アイドリッシュセブン 二階堂大和 1st Photo book 大和日和 | 2017年2月14日  | 4541993029396 |
| アイドリッシュセブン 和泉三月 1st Photo book 三月日和   | 2017年3月3日   | 4541993029402 |
| アイドリッシュセブン 四葉環 1st Photo book 環日和       | 2017年4月1日   | 4541993029419 |
| アイドリッシュセブン 逢坂壮五 1st Photo book 壮五日和   | 2017年5月28日  | 4541993029426 |
| アイドリッシュセブン 六弥ナギ 1st Photo book ナギ日和   | 2017年6月20日  | 4541993029433 |
| アイドリッシュセブン 七瀬陸 1st Photo book 陸日和       | 2017年7月9日   | 4541993029440 |
| アイドリッシュセブン 九条天 1st Photo book 天日和       | 2017年7月9日   | 4541993029457 |
| アイドリッシュセブン 八乙女楽 1st Photo book 楽日和     | 2017年8月16日  | 4541993029464 |
| アイドリッシュセブン 十龍之介 1st Photo book 龍之介日和 | 2017年10月12日 | 4541993029471 |
| アイドリッシュセブン 百 1st Photo book 百日和           | 2017年11月11日 | 4541993029488 |
| アイドリッシュセブン 千 1st Photo book 千日和           | 2017年12月24日 | 4541993029495 |

## 資料來源
1. ↑  因應電視尺度刪剪，本作第一季提供足本版點播，惟其後季度未有提供
2. ↑  .   [2017-12-13]. （原始内容存档于2017-12-13）.
3. ↑  .   [2021-11-26]. （原始内容存档于2022-01-17） （日语）.
4. ↑  . 2021-06-30  [2021-11-26]. （原始内容存档于2021-11-26） （中文）.
5. ↑  雖然這是日文漢字，但其實Gaku的中文發音應同音樂的樂比較正確。
6. ↑  台港澳官方繁中版以台語翻譯，香港配音版則置換成潮州語→普通話（第二季起）
7. ↑  .   [2018-01-23]. （原始内容存档于2018-01-24） （日语）.
8. ↑  .   [2018-03-25]. （原始内容存档于2018-03-25） （日语）.
9. ↑  .   [2022-08-20]. （原始内容存档于2022-09-20） （日语）.
10. ↑  .   [2022-12-17]. （原始内容存档于2022-12-31） （日语）.
11. ↑  .   [2023-01-07]. 原始内容存档于2023-03-25 （日语）.
12. ↑  .   [2018-06-19]. （原始内容存档于2018-06-19） （日语）.
13. ↑  .   [2018-01-22]. （原始内容存档于2018-01-22） （日语）.
14. ↑  香港J2標題，以播放時所顯示的字幕為準。
15. ↑  .   [2018-03-13]. （原始内容存档于2018-02-17） （日语）.
16. ↑  .   [2019-01-26]. （原始内容存档于2019-02-16） （日语）.
17. 1 2 3 4  . 動畫「IDOLiSH7」官網.   [2017-12-22]. （原始内容存档于2017-12-30）.
18. ↑  11月27日為三集連播
19. ↑  . idolish7.com.   [2018-11-27]. （原始内容存档于2018-11-27） （日语）.
20. ↑  於2020年6月8日先行配信。原定於6月8日發售，因新型冠狀病毒延期。
21. ↑  .   [2018-01-24]. （原始内容存档于2018-01-25） （日语）.
22. ↑  .   [2021-11-26]. （原始内容存档于2021-11-26）.
23. ↑  .   [2021-11-26]. （原始内容存档于2021-08-19） （日语）.
24. ↑  .   [2018-04-18]. （原始内容存档于2018-04-18） （日语）.
25. ↑  .   [2018-02-04]. （原始内容存档于2018-02-26） （日语）.

## 外部連結
- 【公式】アイドリッシュセブン （页面存档备份，存于）
- 【公式】アニメ「アイドリッシュセブン」 （页面存档备份，存于）
- アイドリッシュセブン公式＠大神万理的X（前Twitter）
- YouTube上的大神万理頻道